# Membracoidea
Los membracoideos (Membracoidea) son una superfamilia de insectos hemípteros del suborden Auchenorrhyncha que incluye dos de las más grandes familias de homópteros,  Cicadellidae y Membracidae.  Las otras familias de este grupo son bastante pequeñas y, por lo general, han sido incluidas dentro de otras familias, aunque todas ellas son actualmente consideradas como grupos monofiléticos válidos.  La relicta y extraña familia Myerslopiidae es una de las familias de hemípteros descrita más recientemente.

## Familias
- Aetalionidae - Cicadellidae - Eurymelidae - Hylicidae - Melizoderidae - Membracidae - Myerslopiidae - Ulopidae[1]